# Jérôme Béglé
Jérôme Béglé, né en 1971, est un journaliste français.
Journaliste à Paris Match à partir de 1997, Il devient directeur adjoint de la rédaction du Figaro Magazine en 2009, puis rédacteur en chef du site du Point de 2012 à 2014, avant d'en devenir le directeur adjoint.
En 2022, il devient directeur général de la rédaction du Journal du dimanche (JDD), avant de devenir directeur général de la rédaction de Paris Match en 2023.
En 2024, à la suite du rachat de Paris Match par le groupe LVMH, il est également promu directeur de la publication du journal.

## Biographie

### Journalisme
Jérôme Béglé est diplômé de l'Institut français de presse.
Durant les années 1990, il est animateur sur Radio Notre Dame et est chroniqueur hebdomadaire au Figaro littéraire,.
En 1996, dans le cadre de son service militaire, il part à Sarajevo pour être animateur sur Azur FM, une radio destinée à soutenir le moral des soldats français de la Force de protection des Nations unies. Il rejoint la même année Paris Match, pour qui il travaille durant une dizaine d'années. Il est alors connu pour son réseau étendu et ses soirées parisiennes.
Il devient ensuite directeur adjoint de la rédaction du Figaro Magazine de 2009 à 2010, puis du Point de 2014 à 2022,.
En 2016, sa possible nomination à la tête du Journal du dimanche suscite l'opposition parmi les journalistes de l'hebdomadaire. Les tensions au sein du JDD se manifestent dans un contexte de baisse de diffusion et de restructurations au sein du groupe Lagardère, propriétaire du journal. Malgré les inquiétudes au sein de la rédaction,,, il devient finalement directeur général du journal en 2022.
De 2017 à 2024[réf. souhaitée], il est un participant régulier de l'émission L'Heure des pros de Pascal Praud sur CNews.
En 2023, il est nommé directeur général de la rédaction de Paris Match,,, puis directeur de la publication du journal en 2024, à la suite du rachat du magazine par le groupe LVMH.

### Activités littéraires
Proche de Jean-Edern Hallier, il est l'un de ses assistants de lecture lorsque celui-ci perd la vue, et intervient sur Paris Première dans son émission Le Jean-Edern's Club.
De 2013 à 2019, il confie une chronique à Gabriel Matzneff dans Le Point, qui est interrompue dès l'annonce de la publication du livre de Vanessa Springora, Le Consentement.

## Polémiques et condamnations
Béglé est soupçonné de plagiat par une journaliste de L'Express en 2008, et en 2012 après avoir repris un article d'un blogueur.
Le 30 juin 2014, Le Point publie un article de Jérôme Béglé, rapidement repris dans les autres titres de la presse nationale, affirmant qu'« un film porno a été tourné à la mairie d'Asnières ». Pourtant, il s'avère que les images en question provenaient d’un montage et que les « scènes torrides » décrites par le journal n’ont pas été filmées en mairie.
Jérôme Béglé, auteur de l'article et rédacteur en chef du Point, est condamné aux côtés de son collègue Étienne Gernelle après avoir été poursuivis en justice par l’ancien maire PS d’Asnières, Sébastien Pietrasanta. L’article incriminé reste cependant en ligne, sans modification. Surtout, selon Mediapart, « les condamnations dans la fausse affaire du “film porno” d’Asnières s’inscrivent dans un contexte particulier » puisque Jérôme Béglé est un ami du chef de l'opposition de droite de la ville, Manuel Aeschlimann, lequel est à l'origine de cette fausse information. La justice a ainsi relevé que « le journaliste, non seulement s’est contenté de donner foi, sans les vérifier et sans recueillir au préalable le point de vue de la partie civile, aux accusations de Manuel Aeschlimann, mais les a en outre assorties de commentaires ou d’expressions malveillants ».